# União Russa de Futebol
A União Russa de Futebol (em russo: Росси́йский футбо́льный сою́з, transl. Rossíiskiy Futból'niy Soyúz, RFS), é o órgão que dirige e controla o futebol da Rússia, comandando as competições nacionais e a Seleção Russa de Futebol. A sede deste órgão está localizada na capital russa, Moscou.